# Ризаєв Ахмадалі
Ахмадалі Ризаєв (12 березня 1912, с. Руське Село Ферганської області, тепер місто Мархамат Андижанської області, Узбекистан — 5 січня 2005, місто Ташкент, Узбекистан) — радянський узбецький державний діяч, діяч органів держбезпеки, підполковник. Депутат Верховної ради СРСР 4—6-го скликань.

## Біографія
Народився в родині селянина-бідняка. У 1929 році закінчив сільську школу в Руському Селі (Мархаматі). У 1931 році закінчив Андижанський педагогічний технікум Узбецької РСР.
У вересні 1931 — травні 1933 року — вчитель, завідувач школи І ступеня села Кара-Курган Мархаматського району Узбецької РСР.
У травні — листопаді 1933 року — відповідальний секретар редакції районної газети Ухчинської сільської ради Мархаматського району Узбецької РСР.
У листопаді 1933 — вересні 1935 року — курсант, командир відділення окремого ескадрону зв'язку 6-ї Узбецької гірничокавалерійської дивізії РСЧА в Самарканді.
З вересня по грудень 1935 року — студент Середньоазіатського державного університету в Самарканді, закінчив перший семестр.
У грудні 1935 — грудні 1936 року — слухач Ташкентської міжкрайової школи ГУДБ НКВС.
У грудні 1936 — квітні 1937 року — стажер НКВС Кара-Калпацької АРСР у місті Турткуль. У квітні 1937 — травні 1939 року — помічник оперуповноваженого НКВС в селі Кунград Кара-Калпацької АРСР.
Член ВКП(б) з січня 1938 року.
У травні 1939 — жовтні 1940 року — начальник Кегейлінського районного відділу НКВС Кара-Калпацької АРСР.
У жовтні — грудні 1940 року — начальник Тюря-Курганського районного відділу НКВС Наманганської області.
У грудні 1940 — березні 1941 року — заступник народного комісара внутрішніх справ Кара-Калпацької АРСР.
У березні 1941 — вересні 1942 року — народний комісар внутрішніх справ Кара-Калпацької АРСР.
У вересні 1942 — жовтні 1945 року — заступник начальника особливого відділу НКВС 8-го окремого навчально-стілецького полку, начальник особливого відділу НКВС (відділу контррозвідки СМЕРШ) 211-го запасного стрілецького полку в Фергані.
У жовтні 1945 — червні 1946 року — заступник начальника відділу контррозвідки СМЕРШ Самаркандського гарнізону.
У червні 1946 — грудні 1948 року — начальник Ленінського міського відділу МДБ Андижанської області.
У грудні 1948 — березні 1951 року — 1-й секретар Ленінського районного комітету КП(б) Узбекистану Андижанської області.
У березні — серпні 1951 року — секретар Андижанського обласного комітету КП(б) Узбекистану.
У серпні 1951 — вересні 1952 року — голова виконавчого комітету Андижанської обласної ради депутатів трудящих.
У жовтні 1952 — жовтні 1953 року — слухач курсів 1-х секретарів обкомів при ЦК КПРС. у 1953 році закінчив три курси Ферганського педагогічного інституту.
У жовтні 1953 — 1955 року — голова виконавчого комітету Ферганської обласної ради депутатів трудящих.
У 1955 — червні 1956 року — голова виконавчого комітету Андижанської обласної ради депутатів трудящих.
У червні 1956 — червні 1962 року — 1-й секретар Бухарського обласного комітету КП Узбекистану.
З 1962 року — 1-й секретар Кокандського міського комітету КП Узбекистану Ферганської області.
Потім — персональний пенсіонер.
Помер 5 січня 2005 року в Ташкенті.

## Звання
- молодший лейтенант державної безпеки
- старший лейтенант державної безпеки (3.12.1941)
- майор державної безпеки (11.02.1943)
- підполковник

## Нагороди
- орден Леніна (11.01.1957)
- орден Вітчизняної війни ІІ ст. (.04.1945)
- орден Трудового Червоного Прапора (.12.1949)
- орден Червоної Зірки (25.07.1949)
- медалі